# شون مارش
شون مارش (9 يوليو 1983 في أستراليا - ) (بالإنجليزية: Shaun Marsh)‏ هو لاعب كريكت أسترالي. شارك مع منتخب أستراليا الوطني للكريكت. أما مع النوادي، فقد لعب مع نادي مقاطعة يوركشاير للكريكت ‏ وفريق غرب أستراليا للكريكت ‏ وبنجاب كينغز وPerth Scorchers ‏.

## وصلات خارجية
- شون مارش على موقع إي آس بي آن كريك إنفو (الإنجليزية)